# Europees kampioenschap softbal (vrouwen)
Het Europees kampioenschap softbal voor vrouwen is het belangrijkste softbaltoernooi voor landenteams in Europa dat tweejaarlijks door de WBSC Europe wordt georganiseerd (voorheen door de Europese Softbalfederatie (ESF) (European Softball Federation/Fédération Européenne Softball).
Het eerste toernooi werd in 1979 georganiseerd met zes deelnemende landen. In 2017 en 2019 nam er een record aantal van 23 lidstaten deel. Van 1997 tot en met 2009 werd er zowel een kampioenschap voor A-landen als voor B-landen georganiseerd.
Italië is recordhouder met twaalf Europese titels, het Nederlands softbalteam won er elf; nog nooit won een ander land het kampioenschap. Italië en Nederland namen aan alle 23 toernooien deel waarbij beiden 22 keer bij de top-3 eindigde, Nederland eindigde in 1999 als vierde, Italië in 2009 als zesde. Beide landen eindigden zestien keer als de nummers-1 en 2 van het kampioenschap. België (1990), Tsjechië (1999, 2001), Rusland (2003), Griekenland (2005) en het Verenigd Koninkrijk (2009 en 2022) vullen de resterende tweede plaatsen in. Zweden in het achtste land dat in de top-3 eindigde.
België nam aan 21 toernooien deel (het ontbrak in 2015 en 2021), waarvan tweemaal bij de B-landen, en eindigde vijf keer in de top-3 (eenmaal zilver, viermaal brons).

## A-landen
| #     | Jaar | Gaststad                     | Data         | AD | 1e        | 2e                  | 3e                  | Overige deelnemers                                            | Overige deelnemers                                                                |
| ----- | ---- | ---------------------------- | ------------ | -- | --------- | ------------------- | ------------------- | ------------------------------------------------------------- | --------------------------------------------------------------------------------- |
| I     | 1979 | Rovereto                     | 26/08 -01/09 | 06 | Nederland | Italië              | België              | 4e Zweden 5e Spanje                                           | 6e Verenigd Koninkrijk                                                            |
| II    | 1981 | Haarlem                      | 12/09 -14/09 | 04 | Nederland | Italië              | Zweden              | 4e België                                                     |                                                                                   |
| III   | 1983 | Parma                        | 23/08 -28/08 | 04 | Nederland | Italië              | België              | 4e San Marino                                                 |                                                                                   |
| IV    | 1984 | Antwerpen                    | 14/08 -19/08 | 06 | Nederland | Italië              | België              | 4e Zweden 5e San Marino                                       | 6e Denemarken                                                                     |
| V     | 1986 | Antwerpen                    | 03/09 -07/09 | 05 | Italië    | Nederland           | België              | 4e Denemarken                                                 | 5e Duitsland                                                                      |
| VI    | 1988 | Hørsholm                     | 05/07 -10/07 | 09 | Nederland | Italië              | Zweden              | 4e België 5e Spanje 6e Finland                                | 7e Denemarken 8e Frankrijk 9e Duitsland                                           |
| VII   | 1990 | Genua                        | 29/08 -02/09 | 08 | Nederland | België              | Italië              | 4e Tsjechië 5e Zweden 6e Frankrijk                            | 7e Denemarken 8e Duitsland                                                        |
| VIII  | 1992 | Bussum                       | 12/08 -16/08 | 11 | Italië    | Nederland           | Tsjechië            | 4e Denemarken 5e België 6e Zweden 7e Frankrijk                | 08e Duitsland 09e Verenigd Koninkrijk 10e Spanje 11e Rusland                      |
| IX    | 1995 | Settimo Torinese             | 26/06 -02/07 | 13 | Italië    | Nederland           | Tsjechië            | 4e België 5e Zweden 6e Frankrijk 7e Spanje 8e Denemarken      | 09e Slowakije 10e Verenigd Koninkrijk 11e Duitsland 12e Zwitserland 13e Noorwegen |
| X     | 1997 | Praag                        | 30/06 -06/07 | 08 | Italië    | Nederland           | Tsjechië            | 4e Denemarken 5e België 6e Spanje                             | 7e Zweden 8e Frankrijk                                                            |
| XI    | 1999 | Antwerpen                    | 19/07 -30/07 | 07 | Italië    | Tsjechië            | Rusland             | 4e Nederland 5e Spanje                                        | 6e België 7e Denemarken                                                           |
| XII   | 2001 | Praag                        | 30/07 -04/08 | 08 | Italië    | Tsjechië            | Nederland           | 4e Rusland 5e Spanje 6e Duitsland                             | 7e Denemarken 8e België                                                           |
| XIII  | 2003 | Caronno Pertusella + Saronno | 06/07 -12/07 | 09 | Italië    | Rusland             | Nederland           | 4e Tsjechië 5e Verenigd Koninkrijk 6e Spanje                  | 7e België 8e Zweden 9e Duitsland                                                  |
| XIV   | 2005 | Praag                        | 31/06 -07/08 | 10 | Italië    | Griekenland         | Nederland           | 4e Verenigd Koninkrijk 5e Rusland 6e Tsjechië 7e Duitsland    | 08e Zweden 09e Spanje 10e België                                                  |
| XV    | 2007 | Amsterdam                    | 27/05 -02/06 | 10 | Italië    | Nederland           | Rusland             | 4e Tsjechië 5e Verenigd Koninkrijk 6e Oostenrijk 7e Duitsland | 08e Slowakije 09e Zweden 10e Griekenland                                          |
| XVI   | 2009 | Valencia                     | 27/07 -01/08 | 10 | Nederland | Verenigd Koninkrijk | Tsjechië            | 4e Rusland 5e Duitsland 6e Italië 7e Oostenrijk               | 08e Spanje 09e Frankrijk 10e Slowakije                                            |
| XVII  | 2011 | Ronchi dei Legionari         | 31/07 -06/08 | 20 | Nederland | Italië              | Verenigd Koninkrijk | nrs. 4-20 zie: Europees kampioenschap 2011                    | nrs. 4-20 zie: Europees kampioenschap 2011                                        |
| XVIII | 2013 | Praag                        | 07/07 -13/07 | 19 | Nederland | Italië              | Tsjechië            | nrs. 4-19 zie: Eindstand 2013                                 | nrs. 4-19 zie: Eindstand 2013                                                     |
| XIX   | 2015 | Rosmalen                     | 19/07 -25/07 | 20 | Italië    | Nederland           | Tsjechië            | nrs. 4-20 zie: Eindstand 2015                                 | nrs. 4-20 zie: Eindstand 2015                                                     |
| XX    | 2017 | Bollate                      | 25/06 -01/07 | 23 | Nederland | Italië              | Verenigd Koninkrijk | nrs. 4-23 zie: Eindstand 2017                                 | nrs. 4-23 zie: Eindstand 2017                                                     |
| XXI   | 2019 | Ostrava                      | 30/06 -06/07 | 23 | Italië    | Nederland           | Verenigd Koninkrijk | nrs. 4-23 zie: Eindstand 2019                                 | nrs. 4-23 zie: Eindstand 2019                                                     |
| XXII  | 2021 | Friuli-Venezia Giulia *      | 27/06 -03/07 | 17 | Italië    | Nederland           | Tsjechië            | nrs. 4-17 zie: Eindstand 2021                                 | nrs. 4-17 zie: Eindstand 2021                                                     |
| XXIII | 2022 | Sant Boi de Llobregat *      | 24/07 -30/07 | 21 | Nederland | Verenigd Koninkrijk | Italië              | nrs. 4-21 zie: Eindstand 2022                                 | nrs. 4-21 zie: Eindstand 2022                                                     |
| XXIV  | 2024 | Utrecht *                    | 01/09 -07/09 | 22 | Italië    | Verenigd Koninkrijk | Nederland           | nrs. 4-22 zie: Eindstand 2024                                 | nrs. 4-22 zie: Eindstand 2024                                                     |

* 2021: in de plaatsen Castions di Strada, Cervignano del Friuli, Porpetto en Ronchi dei Legionari
* 2022: + gespeeld in Gavà, Viladecans (Baix Llobregat) en Barcelona

### Medaillespiegel
| Land                | Goud | Zilver | Brons | Totaal |
| ------------------- | ---- | ------ | ----- | ------ |
| Italië              | 13   | 08     | 02    | 023    |
| Nederland           | 11   | 08     | 04    | 023    |
| Tsjechië            | 0    | 02     | 07    | 009    |
| Verenigd Koninkrijk | 0    | 03     | 03    | 006    |
| België              | 0    | 01     | 04    | 005    |
| Rusland             | 0    | 01     | 02    | 003    |
| Griekenland         | 0    | 01     | 0     | 001    |
| Zweden              | 0    | 0      | 02    | 002    |
| Totaal              | 24   | 24     | 24    | 70     |

## B-landen
| #   | Jaar | Stad                         | Data        | X  | 1e          | 2e                  | 3e         | Overige deelnemers                                          | Overige deelnemers                                     |
| --- | ---- | ---------------------------- | ----------- | -- | ----------- | ------------------- | ---------- | ----------------------------------------------------------- | ------------------------------------------------------ |
| I   | 1997 | Praag                        | 30/06-06/07 | 09 | Rusland     | Verenigd Koninkrijk | Slowakije  | 4e Zwitserland 5e Duitsland 6e Noorwegen                    | 7e Oostenrijk 8e Oekraïne 9e Kroatië                   |
| II  | 1999 | Antwerpen                    | 19/07-30/07 | 09 | Duitsland   | Verenigd Koninkrijk | Oostenrijk | 4e Frankrijk 5e Zwitserland 6e Kroatië                      | 7e Slowakije 8e Oekraïne 9e Noorwegen                  |
| III | 2001 | Wenen                        | 16/07-21/07 | 10 | Zweden      | Verenigd Koninkrijk | Slowakije  | 4e Frankrijk 5e Oostenrijk 6e Zwitserland 7e Kroatië        | 08e Bulgarije 09e Slovenië 10e Griekenland             |
| IV  | 2003 | Caronno Pertusella + Saronno | 06/07-12/07 | 09 | Griekenland | Oostenrijk          | Slowakije  | 4e Zwitserland 5e Frankrijk 6e Kroatië                      | 7e Oekraïne 8e Israël 9e Bulgarije                     |
| V   | 2005 | Praag                        | 31/06-07/08 | 10 | Slowakije   | Oostenrijk          | Frankrijk  | 4e Kroatië 5e Bulgarije 6e Oekraïne 7e Israël               | 08e Hongarije 09e Denemarken 10e Finland               |
| VI  | 2007 | Zagreb                       | 16/07-21/07 | 12 | Spanje      | Frankrijk           | Kroatië    | 4e Israël 5e België 6e Bulgarije 7e Zwitserland 8e Oekraïne | 09e Hongarije 10e Slovenië 11e Denemarken 12e Servië   |
| VII | 2009 | Hoboken                      | 31/07-06/08 | 11 | België      | Zweden              | Kroatië    | 4e Israël 5e Oekraïne 6e Bulgarije 7e Slovenië              | 08e Polen 09e Zwitserland 10e Hongarije 11e Denemarken |